# 诺瓦米拉内塞
诺瓦米拉内塞（義大利語：Nova Milanese），是意大利蒙萨和布里安萨省的一个市镇。总面积5.81平方公里，人口23162人，人口密度3986.6人/平方公里（2009年）。ISTAT代码为015156。